# Кодекс усталеної практики
Ко́декс уста́леної пра́ктики (звід правил) — нормативний документ, що містить рекомендації щодо практик чи процедур проектування, виготовлення, монтажу, технічного обслуговування або експлуатації обладнання, конструкцій чи виробів.
Кодекс усталеної практики може бути стандартом, частиною стандарту або окремим документом.
Право власності на кодекси усталеної практики належить державі.